# Kenny Battle
Pour les articles homonymes, voir Battle.
Kenneth R. « Kenny » Battle, né le 10 octobre 1964 à Aurora dans l'Illinois, est un joueur américain de basket-ball.

## Biographie
Battle joue à l'université de l'Illinois. Il est sélectionné par les Pistons de Détroit au 1er tour (27e choix) de la draft 1989. Il est transféré le jour de la draft aux Suns de Phoenix en compagnie de Micheal Williams en échange du premier tour de draft des Suns, Anthony Cook. Battle joue 4 saisons pour les Suns de Phoenix, les Nuggets de Denver, les Celtics de Boston et les Warriors de Golden State. Sa meilleure saison se déroule en 1991-1992 quand il joue à la fois pour les Suns et les Nuggets, disputant 56 matchs et inscrivant une moyenne de 6,1 points. Il participe au Slam Dunk Contest du All-Star Game 1990. Il est également membre des Harlem Globetrotters.